# Хавалли
Хавалли (араб. حولي‎) — губернаторство (мухафаза) в Кувейте.
- Административный центр — Хавалли[1].
- Площадь — 84 км², население — 769 752 человек (2010 год).

## География
На северо-западе граничит с губернаторством Асама, на юго-западе с губернаторством Фарвания, на юге с губернаторством Мубарак-эль-Кабир. На севере и востоке омывается водами Персидского залива.

## Административное деление
В состав губернаторства входят 9 районов:
- Ас-Сурра
- Байян
- Хавалли
- Мишреф
- Джабрия
- Румайтия
- Салуа
- Шааб
- Эс-Салимия

В 2000 году было разделено на две части, одна из которых составляет современное губернаторство Хавалли, а другая стала губернаторством Мубарак-эль-Кабир.